# Чарлі Метро
Чарлі Метро (Чарльз Моресконич; 18 квітня 1918 — 18 березня 2011) — американський професійний бейсболіст, менеджер, тренер і скаут. Примітно, що він був аутфілдером «Детройт Тайгерс» і «Філадельфія Атлетикс», а також був менеджером команд «Чикаго Кабс» і «Канзас-Сіті Роялс» Вищої ліги бейсболу.
Метро народився та виріс у Нанті-Гло, штат Пенсільванія, закінчив середню школу Нанті-Гло у 1937 році, а також працював там на вугільних шахтах під час перерв у школі.  У бейсболі він взяв своє прізвище від свого батька, Метро Моресконича, українського іммігранта. Метро кидав і бив правою рукою, зріст 1.80 м і вага 81 кг.

## Кар'єра

### Гравець
У віці 18 років Метро відвідав пробний табір для Сент-Луїс Браунс, а потім грав у нижчих лігах. У 1940 році він приєднався до «Тексаркана Лайнерс», на той час незалежної бейсбольної команди, яка стала філією «Детройт Тайгерс». Завдяки легким ударним здібностям він так і не зміг стати постійним гравцем, хоча потрапив у клуб «Тайгерс» після весняних тренувань у 1943 році. Його звільнили «Тигри» у 1944 році, частково через його спроби організувати профспілку гравців.
Філадельфія Атлетікс запросила його, і під керівництвом Конні Мак Метро виграв «постріл» у стартовому центрі філдера, хоча його нездатність завдати удару постійно коштувала йому цієї роботи.
У 171 зіграному матчі вищої ліги Метро було зараховано до 69 ударів, з десятьма подвійними, двома потрійними і трьома хоумранами. Два з цих ударів були завдані два дні поспіль, 23–24 червня 1945 року, проти «Нью-Йорк Янкіз» Джима «Мілкмана» Тернера та Хенка Борові. Загалом, Метро вдарив низький 0,193 і зібрав 23 пробіжки в битві.
В останні тижні 1945 року Метро приєднався до команди «Окленд Оукс» з Тихоокеанської ліги, де в 1946 році, у своєму останньому сезоні як аутфілдер, він грав під керівництвом іншого менеджера Залу слави бейсболу, Кейсі Стенгела.

### Менеджер, тренер і скаут
У 1947 році він був найнятий гравцем-менеджером в організацію Yankees, а в середині 1950-х до 1961 року він очолював клуби Triple-A за Tigers і Балтимор Оріолз. У 1962 він отримав свою першу посаду менеджера у вищій лізі у «Чикаго Кабс» як член їхньої «Колегії тренерів». Метро змінив Лу Кляйна на посаді "головного тренера" 12 червня. Посада головного тренера була призначена для чергування між кількома членами коледжу, але Метро залишався на цій посаді протягом 112 ігор і решти кампанії 1962 року. З ним «Кабс» виграли 43 і програли 69 (0,384) і зайняли дев’яте місце в Національній лізі з десяти команд. Метро звільнили після сезону; потім він приєднався до міжнародної команди Чикаго Вайт Сокс  як скаут (1963–64) і тренер (1965). У 1966 році він повернувся до керівництва PCL у головній філії Сент-Луїс Кардиналс, Талса Ойлерз.
Після одного сезону Метро відновив кар'єру скаута. Боб Хоусам, який володів Triple-A Denver Bears, коли Metro керував ними як філією Tigers у 1960–61 роках, найняв Metro для системи Cardinals у Талсі у 1966 році. Коли у 1967 році Хоусам став генеральним менеджером «Цинциннаті Редс», він привів із собою Метро як найкращого розвідника спеціальних завдань. Потім, у 1968 році, Метро приєднався до фронт-офісу розширення Канзас-Сіті Роялс, де він активно брав участь у проекті розширення.
Він обійняв посаду менеджера, коли Джо Гордон пішов у відставку після лише одного сезону на посаді керма.  Однак його перебування на посаді менеджера було коротшим, ніж у Кабсах, і тривало лише 52 гри (19–33, 0,365), а 7 червня його змінив Боб Лемон. 
«Метро» повернувся до скаутів «Тайгрів» і «Лос-Анджелес Доджерс». Потім послідувало призначення тренера в Окленд Атлетикс, а в 1984 році він повернувся в Dodgers як скаут.
Після того як його звільнили в Лос-Анджелесі, Метро пішов на пенсію на своє ранчо в Денвері.
Він помер у Бакінгемі, штат Вірджинія, де жив, 18 березня 2011 року від мезотеліоми, різновиду раку легенів. 